# 毛泽东与斯诺
《毛泽东与斯诺》（英語：Mao Zedong and Edgar Snow），中国大陆剧情片，导演宋江波、王学新，编剧李超，主演王霙、古月、约翰·嘉德那、詹姆斯·庞顺。该片由长春电影制片厂、九江长江影视制作有限公司、江西电影制片厂联合制作，2000年在中国大陆上映。

## 剧情
《毛泽东与斯诺》讲述1935年夏季，美国记者埃德加·斯诺和好友医学博士马海德绕过国民政府的封锁来到延安（今陕西省延安市），并且在这里考察了4个月，和毛泽东结下深厚友谊的事迹。

## 演出
| 演员            | 角色        | 备注              |
| 王霙            | 毛泽东      | 青年毛泽东。      |
| 古月            | 毛泽东      | 老年毛泽东。      |
| 约翰·嘉德那     | 埃德加·斯诺 | 青年埃德加·斯诺。 |
| 詹姆斯·庞顺     | 埃德加·斯诺 | 老年埃德加·斯诺。 |
| 穆萨            | 马海德      | 青年马海德。      |
| 穆罕默德·杰拉德 | 马海德      | 老年马海德。      |
| 傅冲            | 贺子珍      |                   |

## 奖项
| 日期   | 奖项                          | 类别         | 被提名者         | 结果 | 备注  |
| ------ | ----------------------------- | ------------ | ---------------- | ---- | ----- |
| 2000年 | 第8届精神文明建设“五个一工程” | 优秀作品奖   | 《毛泽东与斯诺》 | 獲獎 |       |
| 2000年 | 第5届长春电影节               | 评委会特别奖 | 《毛泽东与斯诺》 | 獲獎 | [ 3 ] |
| 2001年 | 第24届大众电影百花奖          | 最佳男演员奖 | 王霙             | 提名 |       |
| 2001年 | 第24届大众电影百花奖          | 最佳女配角奖 | 傅冲             | 提名 |       |
| 2001年 | 第7届中国电影华表奖           | 优秀故事片奖 | 《毛泽东与斯诺》 | 獲獎 |       |

## 外部连接
- 豆瓣电影上《毛泽东与斯诺》的資料 （简体中文）
- 时光网上《毛泽东与斯诺》的資料（简体中文）